# Oesterreichische Flugzeugfabrik AG
 (mai 2020).
Si vous disposez d'ouvrages ou d'articles de référence ou si vous connaissez des sites web de qualité traitant du thème abordé ici, merci de compléter l'article en donnant les références utiles à sa vérifiabilité et en les liant à la section « Notes et références ».
La Oesterreichische Flugzeugfabrik AG (Allgemeine Gesellschaft) était un constructeur aéronautique autrichien, actif entre 1915 et 1928.

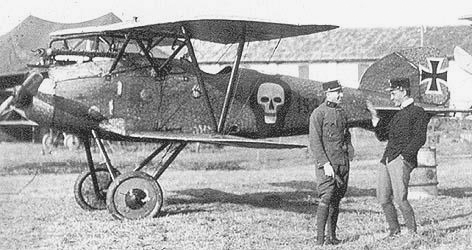
Albatros D.III (Oeffag) Serie 153
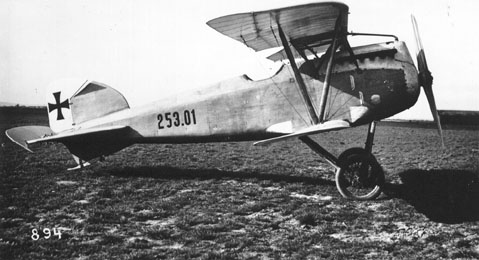
Albatros D.III (Oeffag) Serie 253
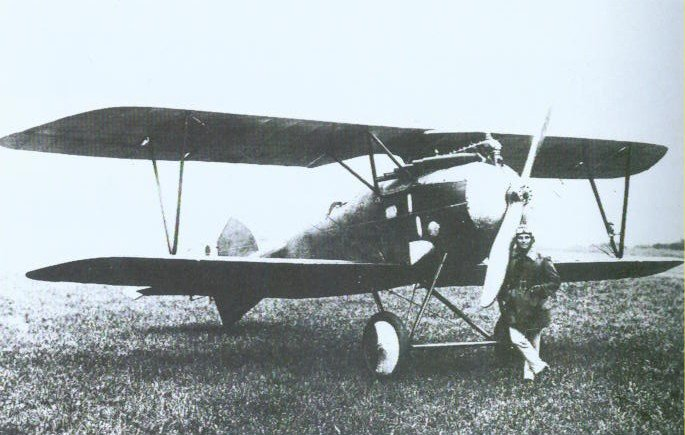
Albatros D.III (Oeffag) Serie 253